# Conqueror (tenk)
Conqueror je britanski teški tenk poslije ratnog razdoblja. Ponekad se spominje kao glavni borbeni tenk. Njegov razvoj je odgovor sovjetskom IS-3 teškom tenku, koji je imao jak top kalibra 122 mm. Razvoj Conquerora je započeo prototipom FV201 koji je bio dio projekta FV200 Universal Tank. Ugrađeni 120 mm L1 tenkovski top je kopija američkog topa istog kalibra kojim je naoružan i tenk M103. Kupola je bila oblikovana kako bi čim više bila zakošena i sprijeda bila gotovo neprobojna.
Stalan problem je predstavljala velika težina tenka, zbog čega je bio mehanički nepouzdan, a otežan je bio i njegov transport.

## Korisnici
- Ujedinjeno Kraljevstvo - korišteni su u Zapadnoj Njemačkoj

### Zajednički poslužitelj
|  | Zajednički poslužitelj ima još gradiva o temi Conqueror (tenk) |